# Flaggennachtschwalbe
Die Flaggennachtschwalbe (Caprimulgus vexillarius, Syn.: Macrodipteryx vexillarius), auch als Ruderflügel bezeichnet, gelegentlich auch Ruderflügel-Ziegenmelker oder Wimpelnachtschwalbe genannt, ist eine Vogelart aus der Familie der Nachtschwalben (Caprimulgidae).
Sie wurde lange zusammen mit der Fahnennachtschwalbe (Caprimulgus longipennis) in eine eigene Gattung Macrodipteryx gestellt, aber nach molekulargenetischen Vergleichen ab 2010 wieder zur Gattung Ziegenmelker (Caprimulgus) gezählt.
Sie kommt in Angola, Botswana, der Demokratischen Republik Kongo, Namibia (Caprivizipfel), Südafrika und Tansania vor. Sie ist ein innerafrikanischer Zugvogel und überwintert zwischen Nigeria, Uganda und Kenia.
Ihr Verbreitungsgebiet umfasst hauptsächlich mit Miombo oder Mopane bestandene, auch gerodete oder niedergebrannte Waldflächen, Buschland oder buschbestandenes Grasland zwischen 1000 und 2800 m.

## Beschreibung

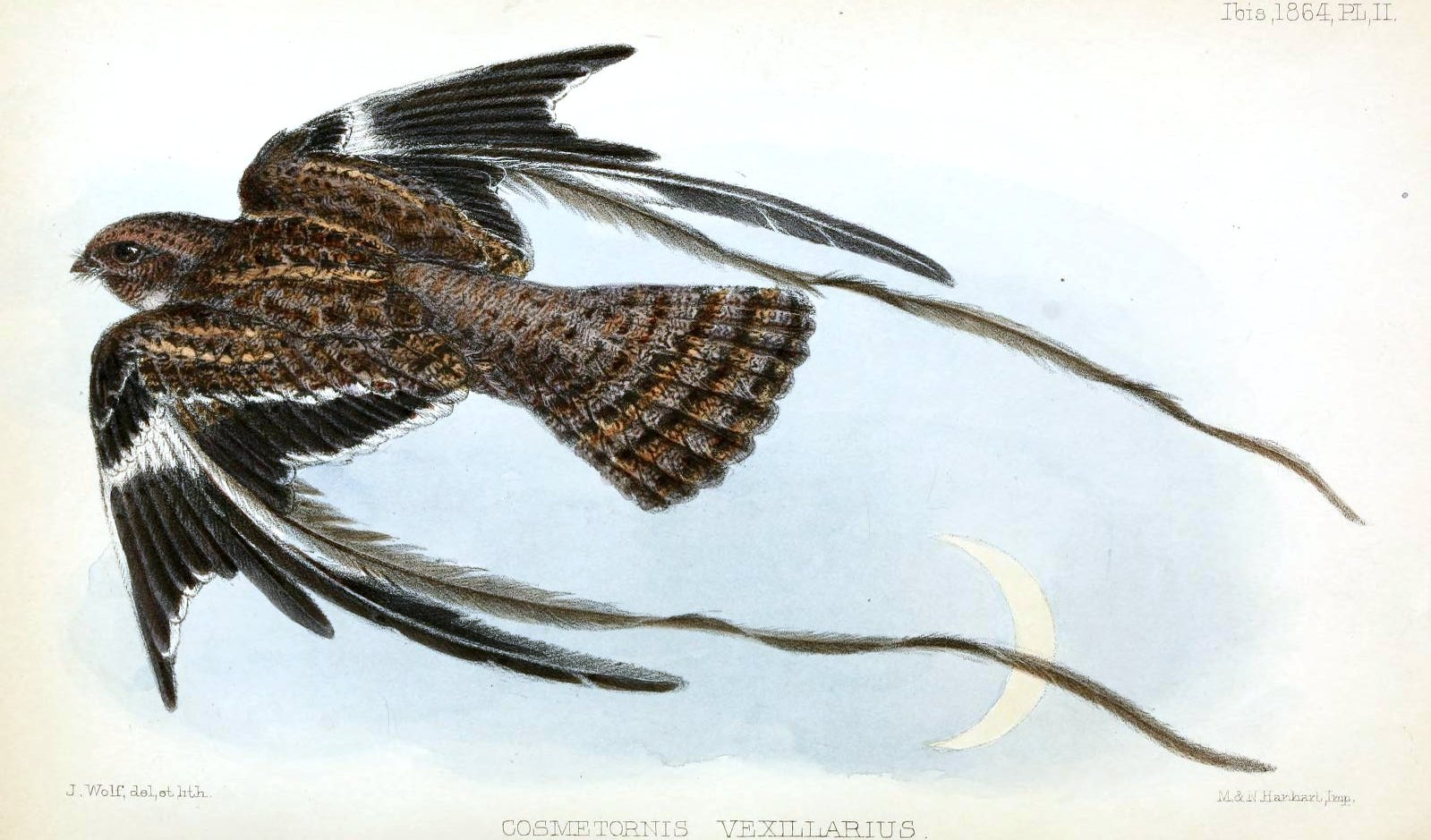
Flaggennachtschwalbe, Illustration

Die Flaggennachtschwalbe ist 24–28 cm groß (ohne die „Flaggenfedern“ des Männchens, die 48 bis 78 cm lang sind), das Männchen wiegt zwischen 59 und 79 g, das Weibchen zwischen 65 und 88 g.
Brütende Männchen sind unverwechselbar mit dem breiten weißen Streifen quer über die Flügel und den langen weißen verlängerten Federn der zweiten Handschwingen. Das Weibchen hat ein rotbraunes Nackenband und kräftige schwarze und rotbraune Flügelbinden, kein Weiß. Es ähnelt dem Weibchen der Fahnennachtschwalbe, ist aber größer.

## Stimme
Der Ruf des Männchens wird als insektenähnliches hohes chitchitchit oder tseet im Imponierflug beschrieben.

## Lebensweise
Die Nahrung besteht aus Nachtfaltern, Käfern, geflügelten Termiten und Ameisen, Fangschrecken, Grillen, Heuschrecken, Küchenschaben, Ohrwürmern, Schildwanzen und Grashüpfern.
Die Brutzeit liegt in Angola zwischen August und Oktober, in Sambia Ende August bis November, in Tansania zwischen August und März und in Malawi, Mosambik und Simbabwe zwischen Oktober und Dezember.

## Gefährdungssituation
Die Flaggennachtschwalbe gilt als „nicht gefährdet“ (least concern).